# Dwars door België 1996
La Dwars door België 1996, cinquantunesima edizione della corsa, si svolse il 27 marzo su un percorso con partenza ed arrivo a Waregem. Fu vinta dall'olandese Tristan Hoffman della squadra TVM-Farm Frites davanti al belga Edwig Van Hooydonck e al danese Brian Holm.

## Ordine d'arrivo (Top 10)
| Pos. | Corridore           | Squadra               | Tempo    |
| ---- | ------------------- | --------------------- | -------- |
| 1    | Tristan Hoffman     | TVM-Farm Frites       | 5h18'00" |
| 2    | Edwig Van Hooydonck | Rabobank              | s.t.     |
| 3    | Brian Holm          | Team Deutsche Telekom | s.t.     |
| 4    | Carlo Bomans        | Mapei-GB              | s.t.     |
| 5    | Franco Ballerini    | Mapei-GB              | a 9"     |
| 6    | Lars Michaelsen     | Festina-Lotus         | a 2'25"  |
| 7    | Wilfried Peeters    | Mapei-GB              | a 2'34"  |
| 8    | Arvis Piziks        | Rabobank              | s.t.     |
| 9    | Andrei Tchmil       | Lotto-Isoglass        | s.t.     |
| 10   | Fabio Roscioli      | Refin-Mobilvetta      | s.t.     |